# 江村奈美
江村 奈美（えむら なみ、1949年 - ）は、東京都出身の元女優。
身長159cm、血液型はA。
現在は高齢者福祉事業に従事している。

## 出演作品
- 戦え!マイティジャック（1968年、CX / 円谷プロダクション）- 江村奈美
- 孤独のメス 第2話（1969年、TBS / 国際放映）
- 火曜日の女シリーズ「恋の罠」（1970年、NTV / 東宝）
- 恐怖劇場アンバランス 第8話「猫は知っていた」（1973年、CX / 円谷プロダクション）- 野田看護婦
- コメディフランキーズ 明治座公演 東宝
- 堺駿二 おばぁちゃんシリーズ 御園座 松竹
- 山田太郎 歌謡ショー 野菊の墓 恋人役 民音